# Basílica de San Apolinar el Nuevo
La basílica de San Apolinar el Nuevo (en italiano: Basilica di Sant'Apollinare Nuovo) es un templo cristiano de la ciudad italiana de Rávena. Inicialmente, se consagró para el culto arriano, al ser construido por orden del rey ostrogodo Teodorico el Grande en 505; tras la conquista bizantina (540) fue habilitada para el culto católico (en la época no se había producido aún la separación de las iglesias oriental y occidental). Forma parte del conjunto monumental de ocho estructuras de Rávena inscritas en la lista del Patrimonio de la Humanidad en 1996.

## Historia
Se usó  probablemente como iglesia palatina del [Palacio de Teodorico], que se encuentra en las inmediaciones. Su inicial advocación fue como iglesia de El Salvador. Con la conquista de la ciudad por parte de los bizantinos (540) se inició una serie de restauraciones en la ortodoxia católica que implicó el cierre o la transformación de los antiguos edificios relacionados con los ostrogodos y el arrianismo. Fue emblemática la situación de san Apolinar el Nuevo, en la que había en la parte que cubría los arcos que dividen las naves un ciclo de mosaicos con temas relacionados con el cristianismo arriano, que a instancias del obispo Agnello fue eliminada y transformada. Solo se salvaron las partes más altas de la decoración (con las Historias de Cristo y con los santos y profetas), mientras en la parte más baja, la mayor y más cercana al observador, se llevó a cabo una completa reestructuración de la que solo se salvaron las vistas del puerto de Classe y del Palatium de Teodorico, aunque eliminando todos los retratos, que probablemente fueran del propio Teodorico y de su corte. En esa ocasión también se cambió la consagración a San Martín de Tours, santo famoso por su lucha contra la herejía, y solo más adelante se asignó la denominación del primer obispo de Rávena San Apolinar.

## Planimetría

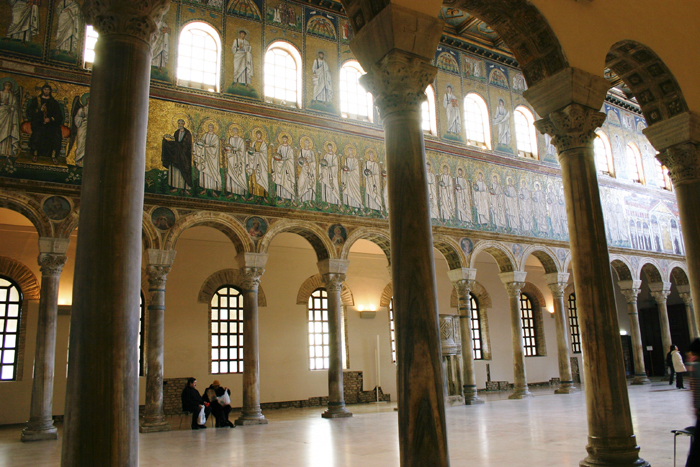
El interior.

Se trata de un edificio con tres naves, sin quadriportico y solo con un nártex externo (exonártex), que en la zona de Rávena se denomina àrdica (de la adaptación bizantina nár theka del término griego clásico nártex).
Externamente, se presenta con una fachada a dos aguas hecha de ladrillo. En la parte superior se encuentra, en el centro exacto, una bífora de mármol grande y ancha, encima de la que hay otras dos pequeñas aberturas, una al lado de la otra. El nártex tiene una cubierta que desciende desde la fachada hasta las columnas de sujeción, que son de mármol blanco, lo que proporciona un notable contraste con la oscuridad del edificio propiamente dicho.
En la parte anterior izquierda con respecto a la basílica, se eleva un campanile de planta circular, también de ladrillo. 
La nave central, el doble de ancha que las laterales, termina en un ábside semicircular, y está delimitada por doce pares de columnas enfrentadas que sostienen arcos de medio punto.

## Mosaicos

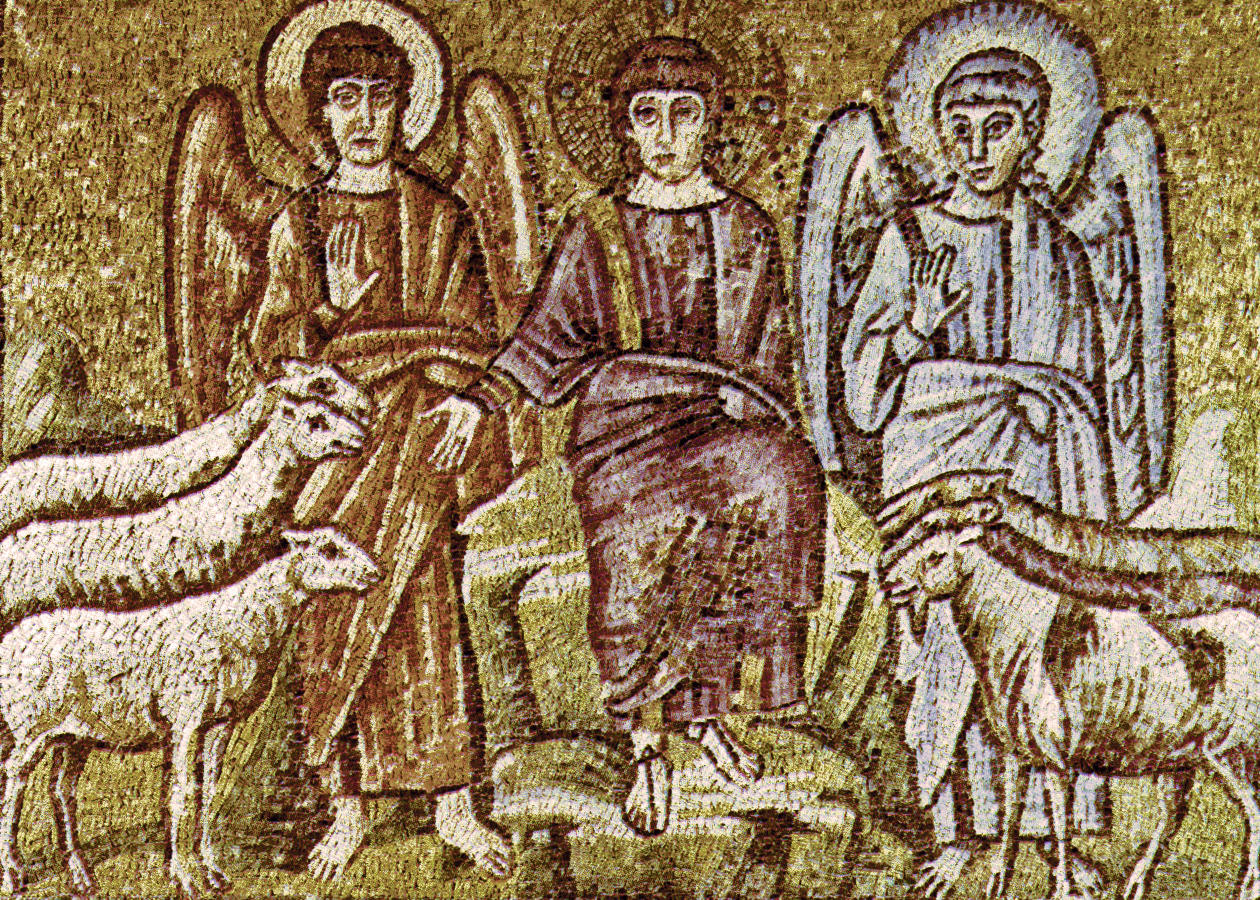
Cristo separa las ovejas de las cabras.

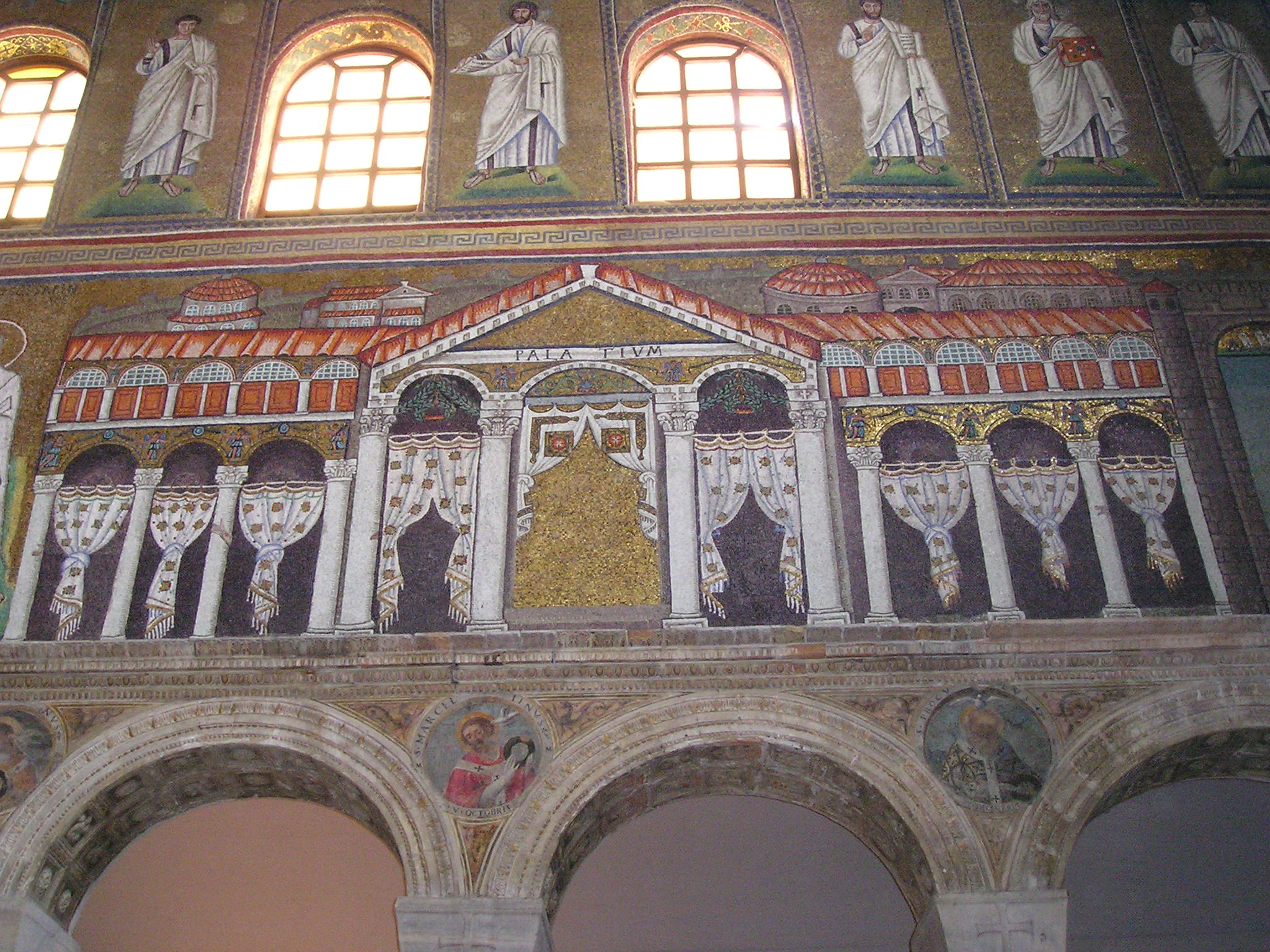
Palacio de Teodorico.

Como todas las iglesias de Rávena segundo del periodo imperial (hasta 476), ostrogodo (hasta 540) y bizantino (después de esa fecha), también San Apolinar el Nuevo cuenta con unos singulares mosaicos. Sin embargo, no pertenecen a la misma época: los hay del periodo de Teodorico y otros pertenecientes a la reestructuración ordenada por el obispo Agnello, cuando se consagró el edificio al culto cristiano católico.
Las paredes de la nave central están divididas en tres zonas bien diferenciadas por su decoración. La parte más alta está decorada con una serie de recuadros alternados con el motivo alegórico de un pabellón con dos palomas. Los recuadros presentan escenas de la vida de Cristo con especial cuidado de los detalles, a pesar de que antiguamente estaban aún más elevados, por lo que su visión era bastante limitada. Algunas escenas evidencian la evolución en el arte del mosaico en la época de Teodorico. La escena de Cristo separando las ovejas de las cabras recuerda la del Buen Pastor del Mausoleo de Gala Placidia, aunque haya notables diferencias (no había pasado aún un siglo): las figuras ya no están situadas en un espacio en profundidad, sino que aparecen colocadas unas sobre otras, con muchas simplificaciones (algunos animales ni siquiera tienen patas). La rígida frontalidad y la pérdida del volumen del Cristo y de los ángeles imprime un innegable aspecto hierático. En la escena de la Última Cena Cristo y los apóstoles están representados del mismo modo que en las representaciones romanas paleocristianas, y las proporciones jerárquicas (Cristo de mayor tamaño que las demás figuras) vuelven a inscribirse en la tradición de arte tardorromano "provincial" y "plebeyo".
La parte central cuenta con recuadros entre las ventanas que enmarcan sólidas figuras de Santos y Profetas con túnicas sombreadas que, a pesar del indefinido fondo dorado, se sitúan en un plano prospectico.
La parte inferior, la de mayor tamaño, es también la más conocida. En los muros de la derecha (según se mira al altar), se representa el famoso Palacio de Teodorico, reconocible por la inscripción latina PALATIVM (Palacio) en la parte baja del tímpano. Los edificios interiores representados están mostrados en perspectiva resaltada. Eso significa que lo que se ve corresponde a tres lados del peristilo, dispuestos en un plano único. Entre las columnas hay telas blancas decoradas con oro, que cubren las sombras de antiguas figuras humanas que permanecieron después de que una parte del mosaico fuera condenada a ser destruida: por una especie de damnatio memoriae todas las figuras humanas (casi con toda seguridad el propio Teodorico y miembros de su corte) fueron eliminadas y aún se notan amplias partes de color ligeramente distinto (debidas a una restauración llevada a cabo en otro momento) y las evidentes marcas en las columnas blancas, en las que aparecen por diversos lugares marcas de manos.
Las columnas situadas sobre los arcos del palacio son finas y esbeltas (en la realidad debían ser de mármol) y están rematadas con capiteles corintios. Encima de los arcos, que tienen motivos de ángeles con guirnaldas de flores, hay una serie de arcos bajos protegidos con parapetos, y con techo de tejas, lo que probablemente fuera una larga terraza cubierta.
Más allá del Palacio se descubren algunos edificios basilicales o de planta central cuya función es representar de modo sintético la ciudad de Rávena.

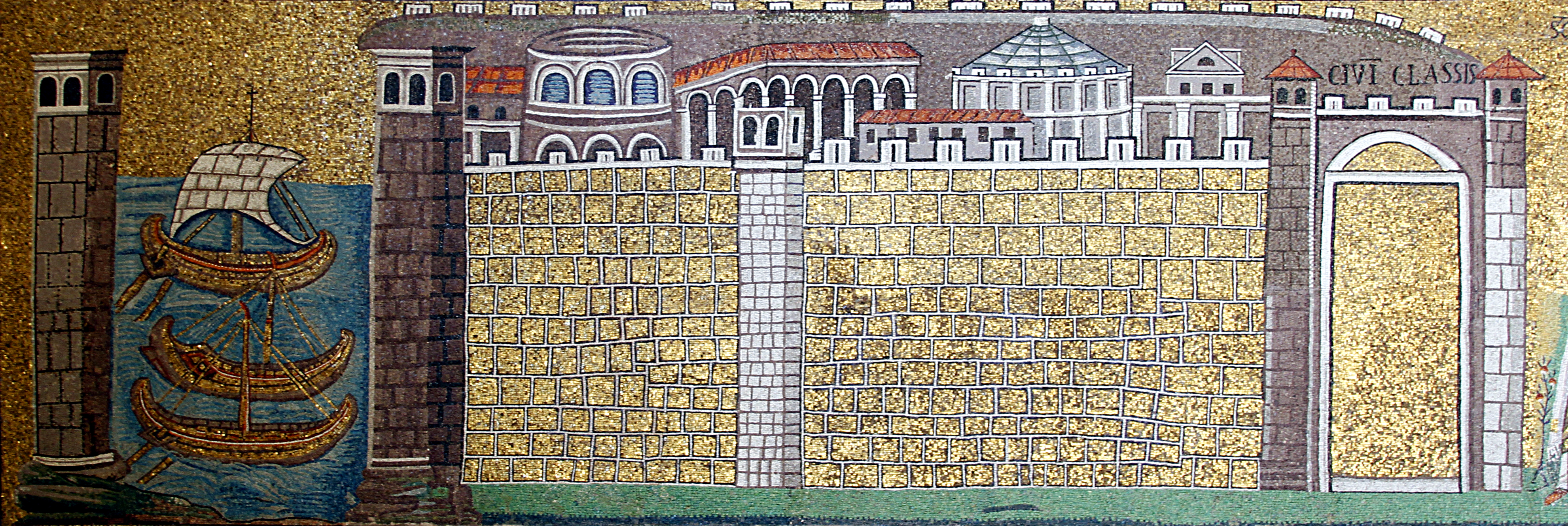
El Puerto de Classe.

En las paredes frontales está representado, en cambio, el Puerto de Classe, que en aquella época era el mayor de todo el Adriático, además de una de las principales sedes de la flota imperial romana. A la izquierda, las teselas del mosaico componen la figura de tres embarcaciones alineadas verticalmente, amarradas en el agua azul y tranquila del puerto, en una insólita prospectiva "a vista de pájaro", que destaca la amplitud. Están protegidas por ambos lados por torres de piedra. Siguiendo hacia la derecha, se observan las murallas de la ciudad, dentro de la cual se adivinan varios edificios notablemente estilizados: un anfiteatro, un pórtico, una basílica, una construcción civil de planta central cubierta con un techado cónico. Sobre la puerta de acceso a la ciudad, en el extremo derecho, se lee la expresión latina: CIVI CLASSIS (Ciudad de Classe).
Las procesiones contrapuestas de los Santos Mártires y las Santas Vírgenes, también en la parte inferior, se realizaron durante el dominio bizantino (cuando Rávena era un Exarcado dependiente de Constantinopla) y evidencian algunos caracteres propios del arte del Imperio de Oriente como la repetición de los gestos, el preciosismo de la indumentaria, la falta de volumen (con el consiguiente aplanamiento o bidimensionalidad de las figuras) y también la absoluta frontalidad, la fijeza de las miradas, la práctica monocromía de los fondos dorados, el uso de elementos vegetales con fines ornamentales y de relleno, la falta de un plano de apoyo para las figuras que, por esa razón, aparecen como suspendidas y flotando en el mundo.